# Juegos Asiáticos de Invierno de 2007
Los VI Juegos Asiáticos de Invierno se celebraron en Changchun (China), del 28 de enero al 4 de febrero de 2007, bajo la denominación Changchun 2007.

Participaron un total de 796 deportistas representantes de 45 países miembros del Consejo Olímpico de Asia. El total de competiciones fue de 47 repartidas en 10 deportes.

## Medallero
La tabla final de medallas de los juegos fueron:
| Núm.  | País          | Oro | Plata | Bronce | Total | Orden por Total |
| ----- | ------------- | --- | ----- | ------ | ----- | --------------- |
| 1     | China         | 19  | 19    | 23     | 61    | 1               |
| 2     | Japón         | 13  | 9     | 14     | 36    | 2               |
| 3     | Corea del Sur | 9   | 13    | 11     | 33    | 3               |
| 4     | Kazajistán    | 6   | 6     | 6      | 18    | 4               |
| 5     | Uzbekistán    | 0   | 0     | 1      | 1     | 5               |
| 5     | Mongolia      | 0   | 0     | 1      | 1     | 5               |
| TOTAL | TOTAL         | 47  | 47    | 56     | 150   |                 |

| Predecesor: Aomori 2003 | VI Juegos Asiáticos de Invierno 2007 | Sucesor: Astaná y Almatý 2011 |